# Berri-UQAM
Berri-UQAM – centralna stacja metra w Montrealu, stanowiąca węzeł przesiadkowy dla trzech linii zielonej, pomarańczowej i żółtej. Obsługiwana przez Société de transport de Montréal (STM). Znajduje się w Quartier latin, w dzielnicy Ville-Marie.